# بخش بی لیک، شهرستان کرو وینگ، مینه سوتا
بخش بی لیک (به انگلیسی: Bay Lake Township) یک منطقهٔ مسکونی در ایالات متحده آمریکا است که در شهرستان کرو وینگ، مینه‌سوتا واقع شده‌است.
 بخش بی لیک ۹۳٫۹ کیلومتر مربع مساحت و ۹۲۳ نفر جمعیت دارد و ۳۸۶ متر بالاتر از سطح دریا واقع شده‌است.